# Ilona Kołodziejska
Ilona Maria Kołodziejska (zm. 24 listopada 2016) – polska rolnik, profesor nauk rolniczych doktor habilitowany nauk technicznych, inżynier. Specjalistka chemii i technologii żywności oraz mikrobiologii żywności

## Życiorys[2][3][4]
Ukończyła studia magisterskie w zakresie chemii i technologii żywności na Wydziale Chemicznym Politechniki Gdańskiej w 1969 roku. Pracowała na stanowisku naukowo-technicznym w Zakładzie Technologii Utrwalania Żywności i Mikrobiologii Technicznej PG. Uzyskała stopień doktora nauk technicznych w 1981 roku, w roku 2000 stopień doktora habilitowanego, a w roku 2008 tytuł naukowy profesora. W latach 2001/2003 była kierownikiem Katedry Chemii i Technologii Żywności oraz w okresie 2007/2016 Katedry Chemii, Technologii i Biotechnologii Żywności. 
Pracując jako nauczycielka akademicka odbyła roczny staż w University of Toronto oraz staże dydaktyczne w zakresie mikrobiologii żywności w Technische Hochschule Aachen i Uniwersytecie Hohenheim.

## Osiągnięcia
Otrzymała Złoty Medal za Długoletnią Służbę, Medal Komisji Edukacji Narodowej, Srebrny Krzyż Zasługi, Nagrodę zespołową Ministra Transportu i Gospodarki Morskiej za pracę zbiorową “Wykorzystanie surowców odpadowych do produkcji rozdrobnionego mięsa ryb na statkach rybackich”, Nagrodę Wydziału V Nauk Rolniczych i Leśnych PAN za pracę zbiorową “Właściwości kolagenu oraz rola kolagenu i białek włókien mięśniowych w tworzeniu struktury produktów spożywczych